# Gneu Calpurni Pisó (cònsol 23 aC)
Gneu Calpurni Pisó (en llatí Cnaeus Calpurnius Cn. F. Cn. N. Piso) va ser un magistrat romà probablement fill de Gneu Calpurni Pisó (llegat) (Cnaeus Calpurnius Piso), legat de Pompeu en la guerra contra els pirates cilicis. Formava part de la gens Calpúrnia, una antiga família romana d'origen plebeu.
Era membre del partit aristocràtic i tenia un temperament orgullós i impetuós. Va lluitar contra Juli Cèsar a Àfrica l'any 46 aC i a la mort del dictador (44 aC) es va unir al partit republicà de Brut i Cassi. Després va ser perdonat i va poder tornar a Roma, però no va voler demanar-li cap honor a August. però l'emperador sense que Pisó ho sol·licités, el va nomenar cònsol l'any 23 aC.